# زی‌۵
زی۵ (انگلیسی: ZEE5) یک سرویس ویدئو به‌درخواست با حق اشتراک هندی و رسانه جاری اینترنتی است که تحت مدیریت شرکت سرگرمی زی در حال اجرا می‌باشد. این سرویس در روز ۱۴ فوریه ۲۰۱۸ که ۱۲ زبان را در بر می‌گرفت، راه اندازی شد. اپلیکیشن موبایل زی۵ بر روی وب، اندروید، آی‌اواس، تلویزیون هوشمند و دیگر دستگاه‌ها در دسترس است. این شرکت اعلام کرده است که در ماه دسامبر ۲۰۱۹ تعداد کاربران فعال ماهانه این سرویس به ۵۶ میلیون رسیده بود.